# Gaius Valerius Potitus (Konsul 331 v. Chr.)
Gaius Valerius Potitus war ein römischer Politiker im 4. Jahrhundert v. Chr., Konsul des Jahres 331 v. Chr. mit Marcus Claudius Marcellus.
Er war der Sohn des Lucius Valerius Poplicola, der fünf Mal Konsulartribun war. Der Vorname des Valerius Potitus ist bei Titus Livius irrtümlich mit Titus überliefert, auch schwankt Livius bei dem Cognomen zwischen Flaccus und Potitus.
Livius überliefert, dass im Jahre seines Konsulats in Rom eine Seuche ausgebrochen sei, der zahlreiche Mitglieder der Oberschicht zum Opfer fielen. Nachdem bei dem kurulischen Ädilen Quintus Fabius Maximus Rullianus eine Anzeige wegen Giftmordes eingegangen sei, sollen die beiden Konsuln eine Untersuchung eingeleitet haben und zwei Frauen bei der Ausführung eines Giftmordes ertappt haben, 170 weitere Frauen seien verurteilt worden.
Zur Abwehr der Seuche und zur Beruhigung des Volkes sei Gnaeus Quinctius Capitolinus zum dictator clavi figendi causa ernannt worden, sein Magister equitum wurde Valerius Potitus, nachdem dieser sein Amt als Konsul niedergelegt haben soll. Die Historizität dieser von Livius erzählten Geschichte ist äußerst umstritten.